# Gilbert de Clare (1180-1230)

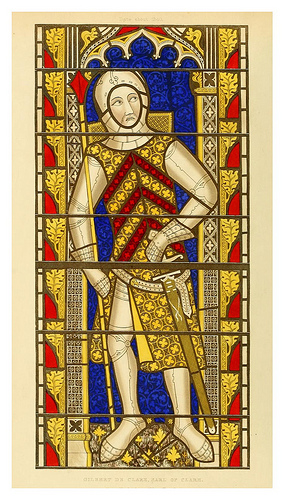
Gilbert de Clare, afgebeeld op een gebrandschilderd raam van de abdij van Tewkesbury.

Gilbert de Clare, 4e graaf van Hertford (rond 1180 - Penrose in Bretagne, 25 oktober 1230), was een Engelse magnaat.

## Leven

### Rebel tegen de koning tijdens de Baronnenoorlog
Gilbert de Clare behoorde tot de Anglo-Normandische familie de Clare. Hij was de oudste zoon van Richard de Clare (3e graaf van Hertford) en Amicia FitzWilliam, tweede dochter van William FitzRobert van Gloucester. Hij ondersteunde in 1215 actief de Opstand van de baronnen tegen koning Jan zonder Land en was samen met zijn vader een van de vijfentwintig baronnen, die nadat de bepalingen van de Magna Carta waren vastgelegd, moest toezien op de naleving van deze overeenkomst door de koning. Na dat het in weerwil van de erkenning van de Magna Carta tot een openlijke oorlog tegen de koning kwam, vocht Gilbert - ondanks het feit dat paus Innocentius III dreigde hen te excommuniceren - aan de kant van de baronnen. In december 1215 werd hij dan ook geëxcommuniceerd en in maart 1216 verklaarde koning Jan hem en zijn vader van hun recht op hun goederen vervallen. Ook na de dood van koning Jan in oktober 1216, steunde hij de Franse prins Lodewijk, die met de steun van een groep Engelse baronnen de Engelse troon voor zich opeiste. Zijn schoonvader, de regent Willem de Maarschalk, probeerde in maart 1217 tevergeefs om hem en zijn vader aan de kant van de nieuwe koning, Hendrik III, te krijgen. Op 20 mei 1217 werd Gilbert in de slag bij Lincoln door Willem de Maarschalk gevangen genomen. Pas na deze nederlaag ging hij over naar het kamp van de aanhangers van de koning en in juli 1217 bereikte hij door onderhandelingen met Willem de Maarschalk in Gloucester dat hij en zijn vader niet werden gestraft voor hun steun aan prins Lodewijk. Hij werd echter pas na de vrede van Lambeth, waarmee de Baronnenoorlog in 1217 officieel tot een einde kwam, vrijgelaten. Kort daarop werden hem in september 1217 zijn in beslag genomen goederen vergoed. Naast zijn verwantschap met Willem de Maarschalk, die naast zijn schoonvader ook een neef van zijn vader was, was zeker de ouderdom van zijn vader en het vooruitzicht op de erfenis van zijn tante, Isabella van Gloucester, doorslaggevend in zijn beslissing om zich met de koning te verzoenen. Het vooruitzicht op twee rijke erfenissen wilde hij niet door zijn verzet tegen de koning in gevaar brengen. Isabella van Gloucester overleed ten slotte in oktober 1217, waardoor Gilbert de erfenis van de uitgebreide bezittingen van zijn grootvader, William FitzRobert van Gloucester, in Wales en in de Welsh Marches in handen kreeg. Slechts een paar weken later overleed zijn vader, waardoor hij ook de uitgebreide bezittingen van zijn familie langs vaderskant en de titel van graaf van Hertford erfde. Daarenboven ontving hij de titel van graaf van Gloucester, die zijn tante Isabella suo jure had gevoerd. Hierdoor was hij een van de rijkste en machtigste Engels magnaten geworden. In januari 1218 behoorde hij tot een van de baronnen die voor de goede behandeling van uit koninklijke gevangenschap ontslagen kinderen van William de Braose (- 1210) verantwoordelijk waren. In 1224 steunde hij de koning in diens strijd tegen de opstandige Falkes de Bréauté en in 1225 was hij getuige bij de hernieuwde erkenning van de Magna Carta door de koning.

### Deelname aan gevechten in Wales
Gilberts bijzondere aandacht ging in de volgende jaren echter vooral uit naar het verstevigen van zijn greep op en de uitbouw van zijn Welshe bezittingen. In zijn heerlijk Glamorgan was het bergachtige achterland nog steeds in handen van de semi-autonome Welshe heren als Morgan Gam van Afan. Deze en andere Welshe heren hadden zich met Llywelyn ab Iorwerth, de prins van Gwynedd, verbonden en overvielen meermaals de Margam Abbey en Newcastle (Bridgend), waarop ze aanspraak meenden te maken. Gilbert vernieuwde echter de bescherming van de graaf van Gloucester van Margam Abbey en trok meermaals - vaak samen met zijn schoonbroer, William Marshal de Jongere - op tegen de Welshmannen. In 1228 nam hij aan de veldtocht van koning Hendrik III naar Ceri deel en leidde tot oktober van dat jaar vervolgens een eigen veldtocht tegen Afan, waarbij hij Morgan Gam kon gevangen nemen. Hij liet Morgan Gam waarschijnlijk in het Oost-Engelse Clare Castle vasthouden, maar diens neef, Hywel ap Maredudd van Meisgyn, nam nu de leiding over de Welshmanne van Glamorgan over en zette het verzet tegen de graaf van Gloucester voort.

### Volgeling van de koning en dood
In 1227 maakte Gilbert samen met andere baronnen als William de Forz deel uit van een gezantschap dat de rooms-Duitse keizer Frederik II in Antwerpen opzocht. In 1230 begeleidde hij de koning tijdens diens veldtocht in Bretagne, om daar de opstand van de Franse edelen die zich rond Peter Mauclerc tegen de regentes Blanca van Castilië hadden geschaard te ondersteunen. Deze onderneming eindigde echter met de militaire nederlaag van de rebellen tegen de noch jonge koning Lodewijk IX van Frankrijk. De Engelse troepen waren weliswaar in geen grotere gevechtsacties verwikkeld, toch stierf Gilbert kort voor zijn geplande afreis in Bretagne. Zijn lichaam werd naar Plymouth overgebracht en ten slotte in de abdij van Tewkesbury bijgezet.

## Familie en nageslacht
In 1214 was Gilbert met Isabella Marshal, een dochter van William Marshal, 1e graaf van Pembroke, getrouwd. Met haar had hij minstens zes kinderen, waaronder: 
- Amicia de Clare (27 mei 1220 - januari 1284), ∞ Baldwin de Redvers (6e graaf van Devon) (- 1245)
- Richard de Clare (4 augustus 1222 - 15 juli 1262), 5e graaf van Hertford en 2e graaf van Gloucester
- Isabella de Clare (2 november 1226 - na 10 juli 1264), ∞ Robert Bruce (5e heer van Annandale) (- 1295)
- William de Clare (18 mei 1228 - juli 1258)
- Gilbert de Clare (12 september 1229 - na 1244), geestelijke

Zijn erfgenaam was zijn oudste zoon Richard de Clare. Daar deze echter bij het overlijden van zijn vader slechts acht jaar oud was, droeg de koning aanvankelijk aan de rechtskundig adviseur Hubert de Burgh het beheer van zijn bezittingen over en benoemde hem tot voogd van de jonge erfgenaam. Gilberts weduwe, Isabella, trouwde in 1231 met Richard van Cornwall, de broer van de koning, en latere rooms-Duitse koning.

## Wapen

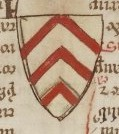
Wapen van Gilbert de Clare.
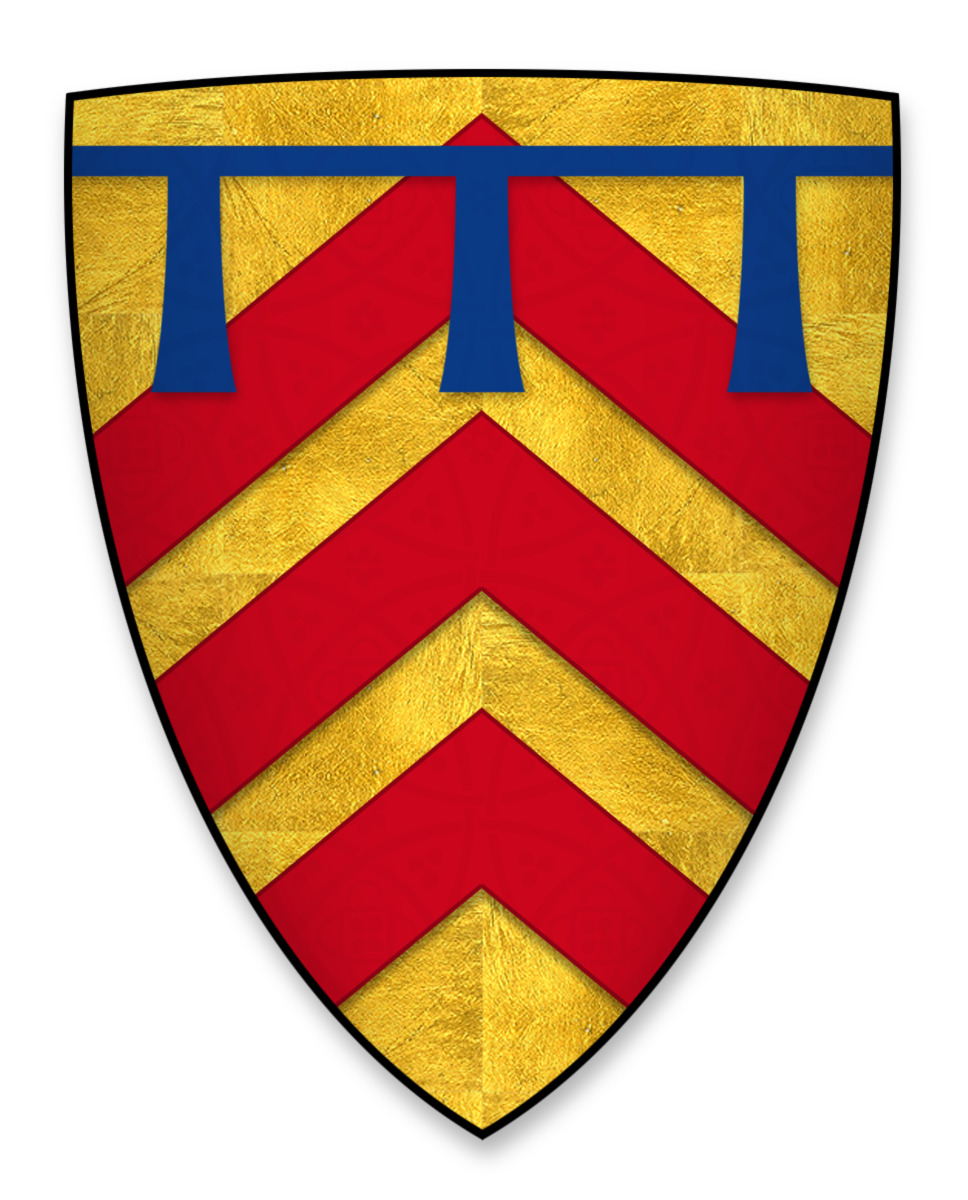
Wapen dat Gilbert de Clare voerde als erfgenaam van het graafschap Hertford en als zijn zegel op de Magna Carta.
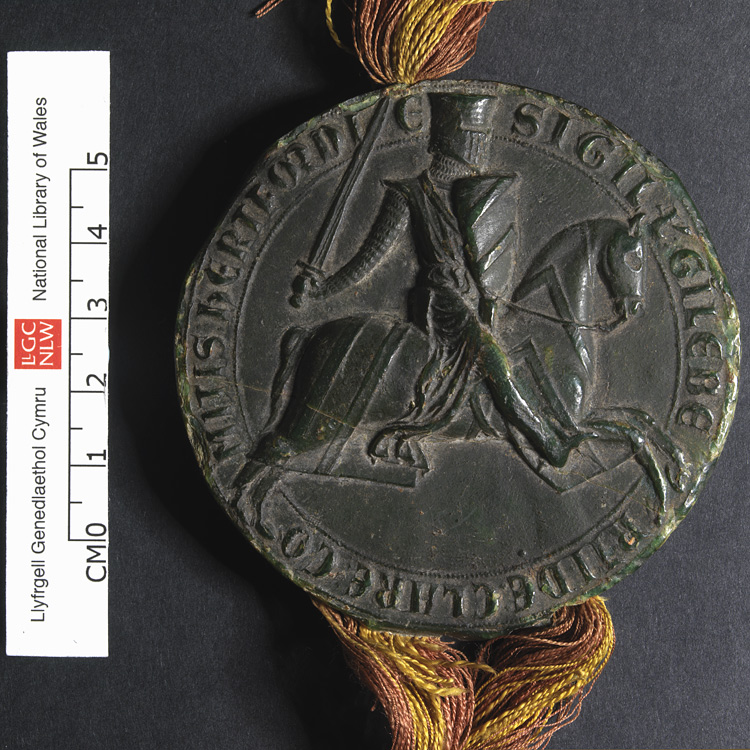
Een ruiterzegel van Gilbert de Clare.